# Ary Borges
Ariadina "Ary" Alves Borges (São Luís, 28 de diciembre de 1999) es una futbolista brasileña. Juega como mediocampista en el Racing Louisville FC del National Women's Soccer League de Estados Unidos. Es internacional con la selección de Brasil.

## Trayectoria

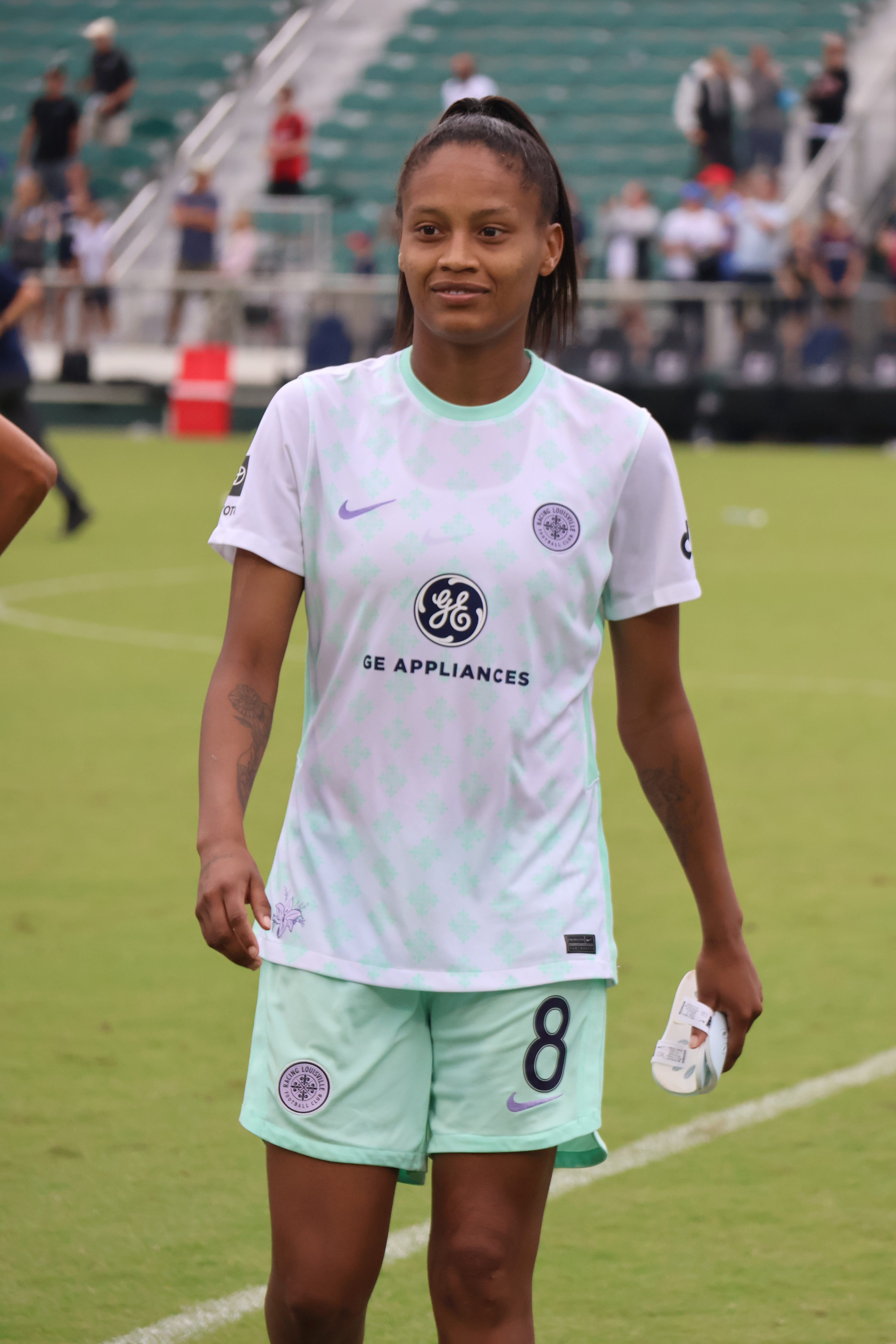
Borges con el Racing Louisville FC en 2023.

Borges nació en São Luís, capital de Maranhão, donde se crio con su abuela y a los diez años se mudó a São Paulo para vivir con sus padres. Su padre la llevó a probarse al Santos junto a los chicos, poco tiempo después acabó descubriendo un equipo para entrenar con otras chicas en el Centro Olímpico de Treinamento e Pesquisa, donde jugó en las categorías inferiores y debutó profesionalmente.
En 2017, fue contratada por Sport Recife por recomendación de un exentrenador del Centro Olímpico y fue campeona del campeonato de Pernambuco en 2017 y 2018. Al año siguiente, Borges fue fichada por el São Paulo FC donde fue capitana y campeona de la segunda división brasileña.
En 2020 fue contratada por el rival Palmeiras debido a la buena campaña de la futbolista el año anterior. En 2021 ganó la Copa Paulista y fue subcampeona del Campeonato Brasileño. En 2022, en su primera campaña de la Libertadores, acabó ganándola, llegando incluso a marcar un gol en la final.

## Selección nacional
Borges fue clave para la selección brasileña en la Copa Mundial Sub-20 de 2018 y el Sudamericano Sub-20 de 2018 del que fue campeona.
En 2020 tuvo su primera convocatoria a la selección mayor de Brasil. Más tarde fue campeona de la Copa América 2022 celebrada en Colombia.

## Estadísticas

### Clubes
| Club                 | País           | Año             |
| -------------------- | -------------- | --------------- |
| Centro Olímpico      | Brasil         | 2015 - 2016     |
| Sport Recife         | Brasil         | 2017 - 2018     |
| São Paulo FC         | Brasil         | 2019            |
| Palmeiras            | Brasil         | 2020 - 2022     |
| Racing Louisville FC | Estados Unidos | 2023 - presente |

## Palmarés

### Títulos nacionales
| Título                  | Club         | País   | Año  |
| ----------------------- | ------------ | ------ | ---- |
| Campeonato Pernambucano | Sport Recife | Brasil | 2017 |
| Campeonato Pernambucano | Sport Recife | Brasil | 2018 |
| Serie A2                | São Paulo FC | Brasil | 2019 |
| Copa Paulista Femenina  | Palmeiras    | Brasil | 2021 |
| Campeonato Paulista     | Palmeiras    | Brasil | 2022 |

### Títulos internacionales
| Título                | Equipo    | Sede     | Año  |
| --------------------- | --------- | -------- | ---- |
| Sudamericano Sub-20   | Brasil    | Ecuador  | 2018 |
| Copa Libertadores     | Palmeiras | Ecuador  | 2022 |
| Copa América Femenina | Brasil    | Colombia | 2022 |
| Copa América Femenina | Brasil    | Ecuador  | 2025 |

### Distinciones individuales
| Distinción                         | Año  |
| ---------------------------------- | ---- |
| Mejor Once del Campeonato Paulista | 2019 |
| Mejor Once del Campeonato Paulista | 2020 |
| Mejor Once del Brasileirão         | 2022 |
| Mejor Once de la Libertadores      | 2022 |
| Mejor Once de la Conmebol (IFFHS)  | 2022 |